# Karl Friedrich von Moller
Karl Friedrich von Moller (anfangs auch Möller geschrieben) (* 1690; † 9. November 1762 in Freiberg) war ein preußischer Oberst der Artillerie.
Sein Vater war Regimentsquartiermeister, sein Neffe Christian Friedrich August von Moller wurde General.

## Leben
Er kam am 26. Januar 1720 als Kanonier zum Artilleriekorps, bei welchem sein Vater Regimentsquartiermeister war.
Am 1. April 1729 wurde er zum Secondelieutenant ernannt und am 31. August 1733 zum Premierlieutenant. 1737 wurde er zur österreichischen Armee gesandt, um am Krieg gegen die Türken teilzunehmen. Stabshauptmann wurde er am 19. November 1741 und im Januar 1742 Hauptmann, am 20. April 1755 wurde er Major.
Während des Siebenjährigen Krieges erlangte er große Berühmtheit. Schon die Schlacht bei Lobositz brachte dem Major von Moller die Beförderung zum Oberstleutnant (2. Oktober 1756) und den Orden Pour le Mérite. Eine von ihm befehligte Batterie am Loboschberg war so erfolgreich, dass der König dem Feldmarschall Schwerin schrieb: „Moller hat Wunder gethan und mich auf eine erstaunende Art secundirt“. Durch die Aufstellung einer Batterie von 16 Geschützen auf dem Janushügel trug er wesentlich zu dem Erfolg von Roßbach bei, ebenso focht er mit Auszeichnung vor Prag und vor Olmütz, bei Zorndorf und bei vielen anderen Gelegenheiten. König Friedrich hielt große Stücke auf Moller. Nachdem dieser ihm einmal mit den Worten zugeredet hatte: „Euer Majestät, es wird Alles gut gehen, mein Genius sagt es mir“ und der Ausgang ihm Recht gegeben hatte, fragte ihn der König in misslichen Lagen öfter, „was sein Genius ihm sage“. Ob die Erfindung der bei Roßbach gebrauchten brennenden Kartätschen, d. h. Kartätschen, deren Kugeln in einem Brandsatze lagen von Moller herrührt, ist zweifelhaft. Vor Beendigung des Krieges starb er in Freiberg in Sachsen am 9. November 1762.
Für sein Wirken wurde er als einer der wenigen Nicht-Generäle auf den Ehrentafeln am Reiterstandbild Friedrichs des Großen verewigt.